# Луис Хорхе Фонтана
Луис Хорхе Фонтана (на испански: Luis Jorge Fontana) e аржентински изследовател, военен топограф, писател, първи губернатор на провинция Чубут и основател на град Формоса.

## Биография

### Произход и младежки години (1846 – 1875)
Роден е на 19 април 1846 година в Буенос Айрес, Аржентина, в семейство на Хуан Мануел де Росас – държавен служител. На 13-годишна възраст се премества със семейството си в град Кармен де Патагонес и още тогава се заражда интересът му към Патагония. След завършване на средното си образование постъпва в армията, участва във войната с Парагвай, след което се връща в Буенос Айрес, където в тамошния университет изучава естествени науки, астрономия, топография и физика.

### Изследователска дейност (1875 – 1888)
От 1875 до 1880 г., като ръководител на военна топографска част, картира южната част на Гран Чако и съставя точна карта на целия басейн на река Рио Берхемо. По време на топографските дейности при схватка с местните жители губи лявата си ръка и остава инвалид.
През 1879 г. основава град Формоса и е повишен в чин подполковник.
През 1884 г. се сбъдва детската му мечта да изследва Патагония – назначен е за управител на провинция Чубут. През 1886 се изкачва по река Чубут (810 км, в Средна Патагония) и от горното ѝ течение тръгва на юг и на 44º 44` ю.ш. открива езерото Фонтана и по река Сенгер (изтичаща от него) се спуска до Атлантическия океан. Подробно картира езерата Колуе-Уапи (45°30′ ю. ш. 68°50′ з. д. / 45.5° ю. ш. 68.833333° з. д.) и Мустерс (45°25′ ю. ш. 69°10′ з. д. / 45.416667° ю. ш. 69.166667° з. д.).
През 1887 – 1888 г. на 44º ю.ш., открива езерото Хенерал-Пас и двете реки Палена, изтичащи от него в западна и източна посока и вливащи се съответно в Тихия и Атлантическия океан.

### Следващи години (1888 – 1920)
Последните си години прекарва в провинция Сан Хуан, като заема различни обществени длъжности.
Умира на 18 октомври 1920 година на 74-годишна възраст.

## Памет
- Неговото име носи езеро Фонтана (44°56′ ю. ш. 71°29′ з. д. / 44.933333° ю. ш. 71.483333° з. д.) в Аржентина.

## Съчинения
- „Gran Chaco“, Buenos Aires, 1881;
- „Viaje de exploracion en la Patagonia austral“ (1886);
- „Del Amazonas al Plata, Las Guayanas, el Brasil, el Uruguay y el Paraguay, su historia, geografia“ (1897).